# Serge Wintsch
Serge Wintsch (* 1936; † 11. Januar 2022) war ein Schweizer Jazzmusiker (Trompete), der sich in seiner Heimatstadt Lausanne als Musikveranstalter hervortat.

## Leben und Wirken
Wintsch, Sohn einer aus Mauritius stammenden Mutter, entdeckte während seiner Jugend in den 1950er Jahren seine Leidenschaft für Jazzmusik und spielte in Lausanne in verschiedenen Clubs. Im Hauptberuf Architekt, arbeitete er ab 1959 mit Musikern wie Pierre Oguey und Paul Thommen, mit denen Aufnahmen entstanden. Um 1960 leitete er ein eigenes Sextett. Orientiert am Hardbop und Bebop, war sein Vorbild Clifford Brown, aus dessen Repertoire er Jazztitel wie «Joy Spring» «Daahoud» und «Jordu» übernahm. Seine Freunde nannten ihn Howard, in Anlehnung an den Vornamen Howard McGhees. 1979 trat er in den Vereinigten Staaten auch mit Clark Terry auf. 1986 gründete Serge Wintsch mit seiner Frau das Festival JazzOnze+. In den folgenden Jahren arbeitete er in der Big Band de Lausanne (A Monk's Dream) und bei François Buttet, Jean-Pierre Beltrami/Alain Petitmermet, Geo Voumard und Ken Wood (Swing with a Gypsy Touch). Im Bereich des Jazz war er laut Tom Lord zwischen 1959 und 2003 an 19 Aufnahmesessions beteiligt.